# Paradicsomdaru
A paradicsomdaru vagy kék daru (Grus paradisea) a madarak osztályának a darualakúak (Gruiformes) rendjébe, azon belül a darufélék (Gruidae) családjába tartozó faj.

## Rendszerezés
Sok szerző az Anthropoides nembe sorolja Anthropoides paradisea néven.

## Előfordulása
Dél-Afrika, Szváziföld és Namíbia területén honos. Kóborlásai során eljut Botswanába, Lesothóba és Zimbabwéba is.
A Dél-afrikai Köztársaság nemzeti madara, ma is ott él a legtöbb madár. Nyílt szavannák, folyópartok és kultúrterületek madara.

## Megjelenése
Testhossza 105 centiméter, testtömege 4800-5400 gramm. A feje tetején lévő fehér részt és fekete dísztollait kivéve tollazata kékesszürke. Lábai feketék, csőre rózsaszínű. Különösen feltűnőek feketés belső szárnyfedőtollai, melyek egészen a földik lelónak.

## Életmódja
A költési időszakon kívül többnyire nagyobb csapatokban él.
Elsősorban növényi eledellel táplálkozik, de rovarokat, kisebb halakat, békákat és kisebb hüllőket is elkap.

## Szaporodása
A párzási időszakban a mint minden daruféle ez a faj is násztáncot mutat be.
Költési időszaka október és december között van.
Fészekaljuk 2 sárgásbarna színű olajbarna foltos tojásból áll, melyen 30-33 napig kotlik. A kikelő fiatalokat a szülőpár közösen neveli. A fiatal madarak három és ötéves koruk között lesznek ivarérettek és ekkor választanak maguknak párt, amellyel többnyire egész életüket közösen élik le.
|  |  |

## Természetvédelmi helyzete
Az 1970-es évek óta állományai jelentősen csökkentek, elsősorban a kultúrterületeken tapasztalható peszticidmérgezések és a mocsaras területek csökkenése miatt. Mára mintegy 26.000 egyede él, melyeknek java része (több mint 99%-a) a Dél-afrikai Köztársaságban fordul elő. Namíbiában alig több mint 60 egyede él az Etosha Nemzeti Parkban.
A Természetvédelmi Világszövetség szerint besorolása "sérülékeny". Mivel a dél-afrikaiak számára fontos jelentőséggel bír, így történtek előrelépések védelme érdekében.
Mivel igen tetszetős küllemű faj, állatkertekben gyakran tartják. Európában az Európai Állatkertek és Akváriumok Szövetsége felügyelete alá tartozó Európai Veszélyeztetett Fajok Programja (EEP) keretében tenyésztik a faj egyedeit.

## Képek

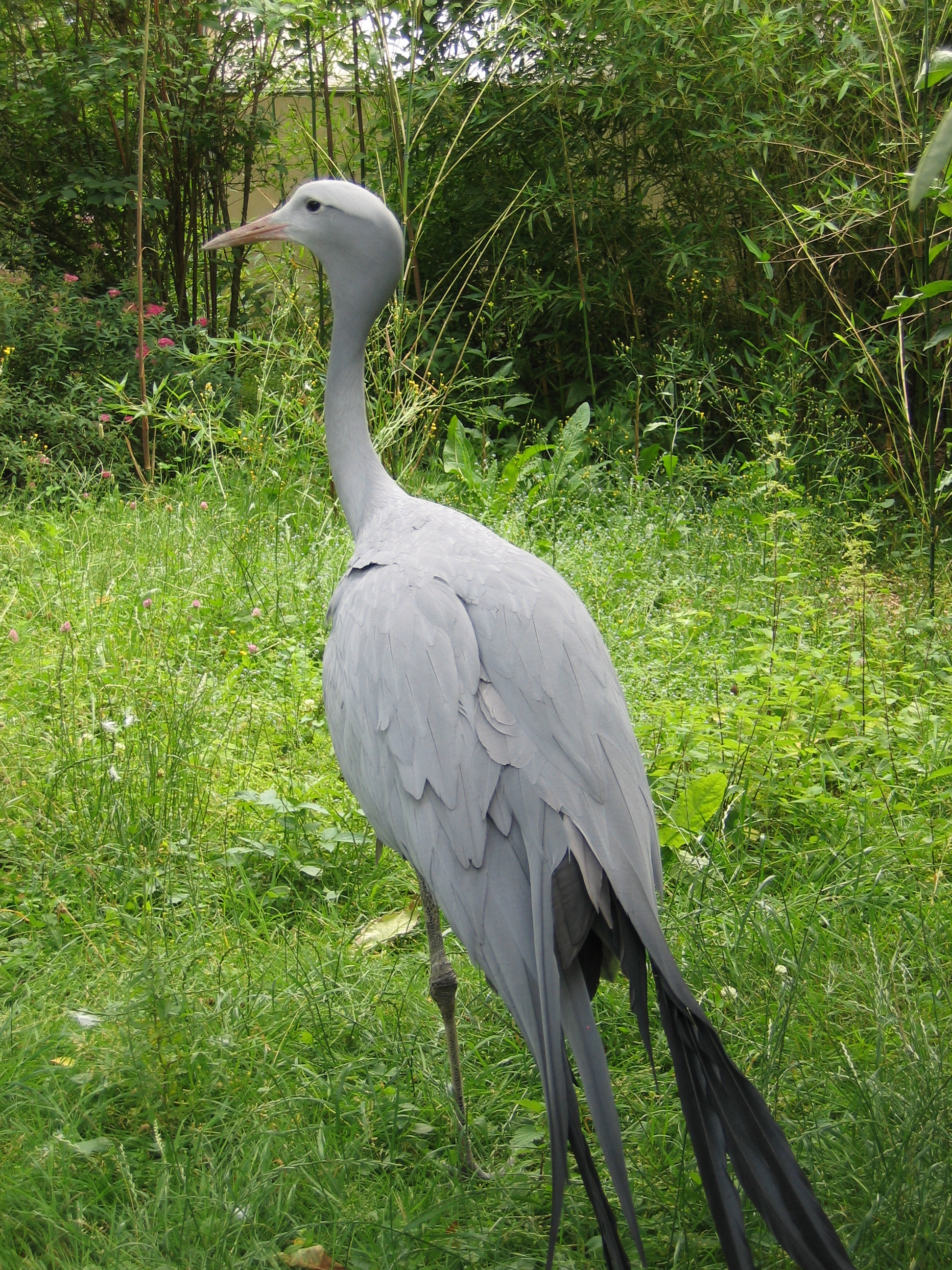
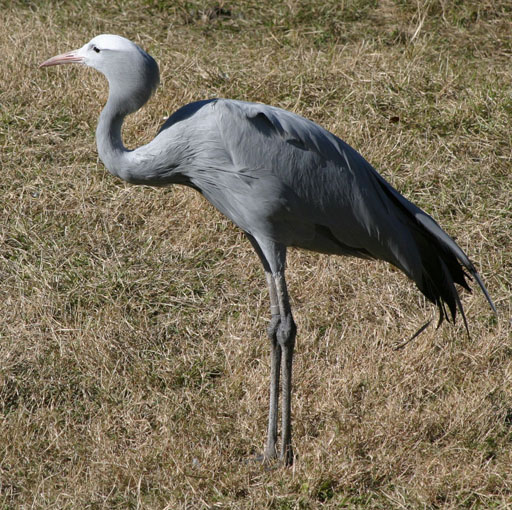
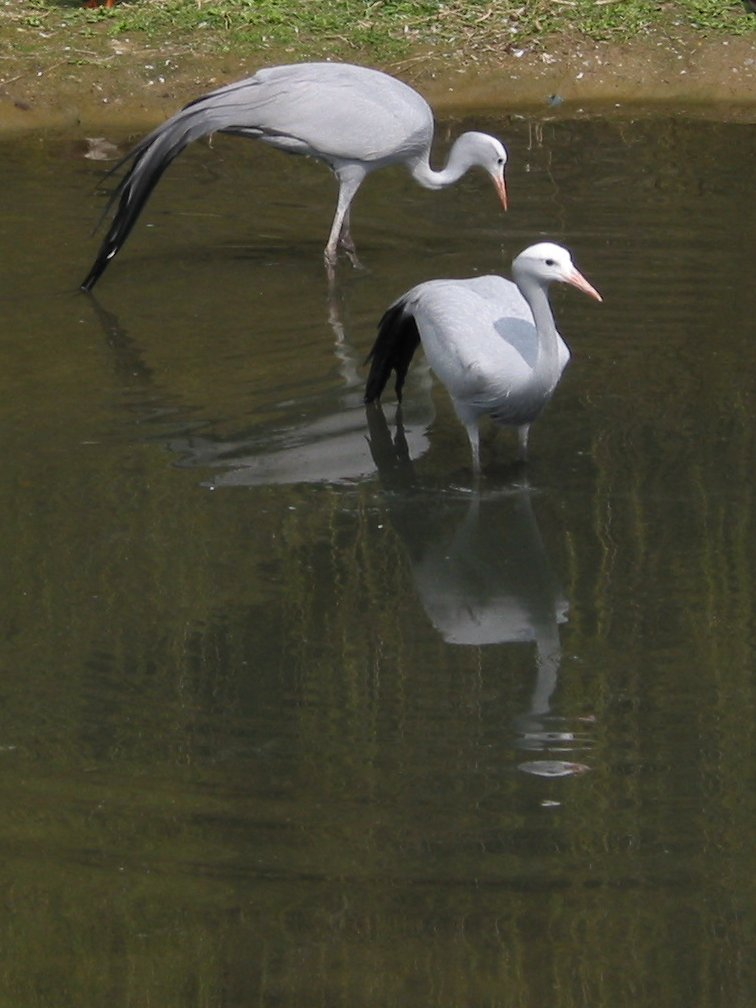